# Великі сподівання (фільм, 2012)
«Великі сподівання» — кінофільм режисера Майка Ньюелла, що вийшов на екрани в 2012 році.

## Синопсис
Батьки Піпа померли, коли він був ще зовсім малюком. З раннього віку його виховувала сестра, яка сама по собі була не дуже зрілою особистістю. Життя героя складно назвати цікавим, але в один прекрасний момент все змінюється, після того, як Піп випускає на свободу засудженого злочинця.

## Ролі
| Актор               | Роль         |
| ------------------- | ------------ |
| Джеремі Ірвін       | Піп          |
| Голлідей Ґрейнджер  | Естелла      |
| Рейф Файнс          | Мегвіч       |
| Гелена Бонем Картер | міс Гевішем  |
| Роббі Колтрейн      | Джаггерс     |
| Джейсон Флемінґ     | Джо Гарджері |
| Юен Бремнер         | Веммік       |
| Саллі Гокінз        | місіс Джо    |
| Девід Волліамс      | Памблечук    |
| Темзін Аутвейт      | Моллі        |
| Ральф Айнесон       | сержант      |

## Творча група
- Режисер — Майк Ньюелл
- Сценарист — Девід Ніколлс, Чарльз Діккенс
- Продюсер — Девід Фейгенблюм, Елізабет Карлсен, Емануел Майкл
- Композитор — Річард Хартлі